# Hans Roelofs
Johannes Henricus Wilhelmus Roelofs (* 13. September 1963) ist ein niederländischer Unternehmer, der seit 2007 Geschäftsführer einer Tochtergesellschaft der Refresco Deutschland und seit 2013 CEO der Refresco Group ist.

## Leben
Nach dem mit dem Bachelor (BSc.) abgeschlossenen Studium der Tierwissenschaften an der Universität Wageningen begann  er 1988 bei dem Tierfutter- und Nahrungsmittelhersteller BP Nutrition Ltd. und folgte 1994 dem Management buy-out zu Nutreco. Nach Einsätzen in Frankreich, Spanien und den Vereinigten Staaten stieg er dort zum Managing Director auf. In Folge einer Umstrukturierung und Konzentration auf die Wachstumsbereiche Tier- und Fischfutter wechselte er 2004 als CEO zum Fleischkonzern Dumeco, der dann von Bestmeat übernommen und mit der Moksel-Gruppe zur Vion Convenience GmbH, einem Geschäftsbereich der 2006 neu etablierten Vion N.V., verschmolzen wurde. Im Zuge dieser Umstellung schied er aus dem Unternehmen aus und zog sich zunächst in sein Privatleben zurück.
Im August 2007 löste er Frans Barels als Geschäftsführer der Krings Fruchtsaft GmbH, Mönchengladbach, ab, einer Tochtergesellschaft der damaligen FeshCo GmbH, die ab 2009 unter Refresco Deutschland firmierte. Im  März 2013 fusionierte die Muttergesellschaft Refresco Holding mit Gerber-Emig zur Refresco Gerber Group, in der Roelofs wiederum Barels als CEO ablöste und die 2016 in Refresco Group umfirmierte.   
Zum Zeitpunkt des Börsengangs der Refresco 2015 betrug der Wert der von ihm gehaltenen Unternehmensanteile rund 5 Millionen Euro; bei der Übernahme zwei Jahre später durch die Investorengruppe PAI Partners und British Columbia Investment Management Corporation war dieser Wert auf mehr als 7 Millionen gestiegen.

## Persönliches
Hans Roelofs ist begeisterter Motorradfahrer und nahm zweimal an der Rally Paris-Dakar teil: einmal auf einer Honda 500 und danach in einem Rennwagen. Eine ihm angebotene Entwicklungsmöglichkeit als Teamleiter kam wegen der Absage der Rally 2008 nicht zum Tragen.